# 조하르 두다예프
조하르 무사예비치 두다예프(러시아어: Джоха́р Муса́евич Дуда́ев 체첸어: ДудагӀеран Мусан ЖовхӀар 두다게란 무산 조우하르, 1944년 2월 15일 – 1996년 4월 21일)는 체첸의 지도자이며 이치케리야 체첸 공화국의 제1대 대통령이다.

## 생애
조하르 두다예프는 1944년 2월 15일 체첸인구시 자치 소비에트 사회주의 공화국에서 출생하였다.
카자흐스탄에서 13년 동안 거주했으며 모스크바의 공군학교를 졸업하고 전투기 조종사로 활약하며 소련 공군 소장으로 예편했고 1979년 아프가니스탄 전쟁에도 참전한 바 있었다.
1991년 11월 소비에트 연방이 붕괴되자 체첸의 독립을 선포하고 러시아 군대에 맞서 4년 간 1차 체첸 내전을 벌여 체첸독립운동의 영웅으로 평가받았다.
1996년 4월 21일 수도 그로즈니에서 그의 전화 통화와 주파수를 통해 위치를 알아낸 러시아 공군의 미사일에 맞아 전사했다.
| 전임 신설 | 제1대 이치케리야 체첸 공화국의 대통령 1991년 11월 9일 ~ 1996년 4월 21일 | 후임 젤림한 얀다르비예프 |